# Fabian Gürtler
Fabian Gürtler (latinisiert Fabianus Zonarius; * um 1490; † nach 1521) war ein deutscher humanistischer Autor und Mediziner.

## Leben und Wirken
Der Vater Jakob Gürtler († 1517) war Ratmann und Bürgermeister in Goldberg in Schlesien, der Bruder Hieronymus ein humanistischer Gelehrter und Arzt. Fabian Gürtler immatrikulierte sich im Wintersemester 1507/08 an der Universität in Frankfurt (Oder). Wahrscheinlich dort traf er auf Ulrich von Hutten. Seit dem Sommersemester 1508 studierte er in Wittenberg. Hutten widmete ihm 1510 ein Gedicht in seinem Werk Nemo und schickte ihn in diesem Jahr zu Crotus Rubeanus nach Fulda. 1513 weilten Hutten und Gürtler in Italien. Fabian Gürtler studierte wahrscheinlich in den folgenden Jahren Medizin.
1518 behandelte er den kranken Lorenz Beheim in Bamberg, der ihn in einem Brief an Willibald Pirckheimer als doctor medicinae bezeichnete, und ihn als Reuchlinisten lobte, der zahlreiche Verse im Stile der Dunkelmännerbriefe unter anderem gegen Ortwin und Thungarus von Köln und den Inquisitor Jakob von Hochstraten verfasst habe.
1519 war Gürtler in Nürnberg, wo er offenbar entscheidend an der Satire Eccius dedolatus gegen Johann Eck beteiligt war, die im Umfeld Pirckheimers entstand.
Im Spätherbst 1520 wurde ein junger verseschreibender Mann aus der Stadt Basel wegen seines Eccius dedolatus vertrieben und ging dann nach Straßburg. Sein Name wurde nicht genannt, wahrscheinlich war es Gürtler. Über sein weiteres Leben sind keine Nachrichten erhalten.
Von Fabian Gürtler ist ein Brief an Joachim Vadian erhalten.